# Herrarnas 5 000 meter i hastighetsåkning på skridskor vid olympiska vinterspelen 2014

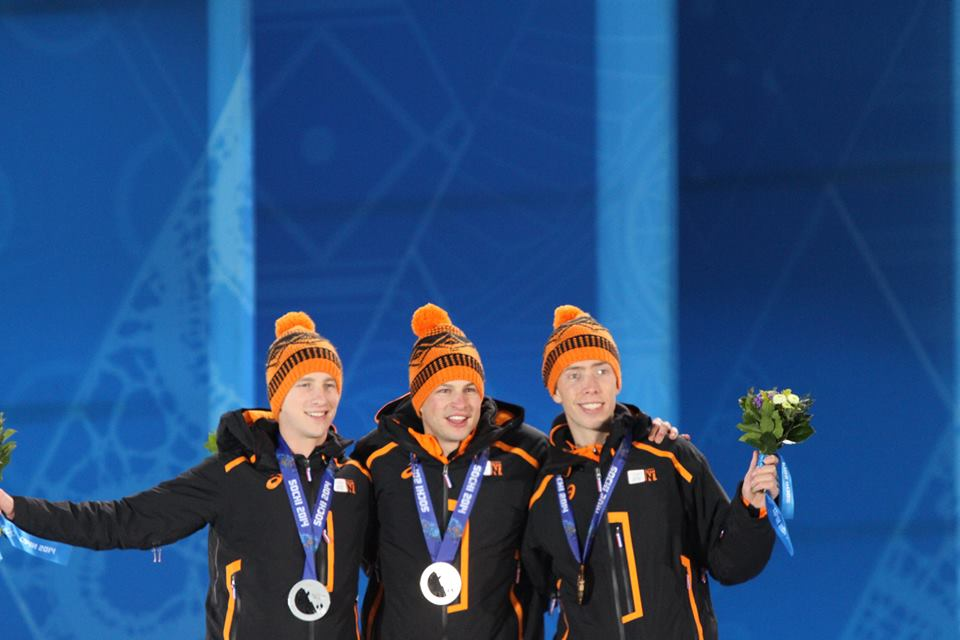
Prispallen. Från vänster: Jan Blokhuijsen, Sven Kramer och Jorrit Bergsma.

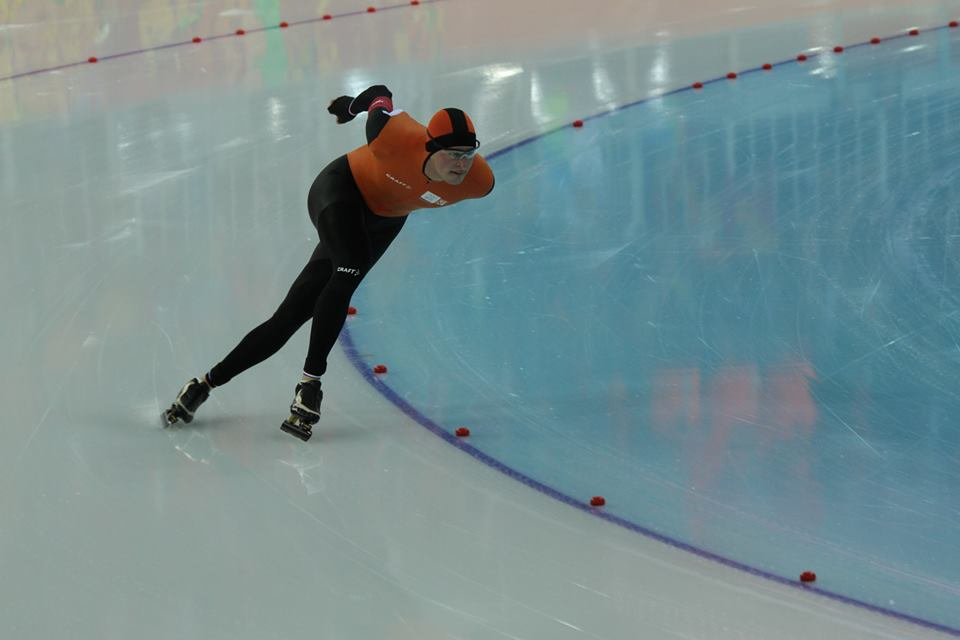
Sven Kramer, guldmedaljör

Herrarnas 5 000 meter i hastighetsåkning på skridskor vid olympiska vinterspelen 2014 hölls på anläggningen Adler Arena skridskocenter, i Sotjis olympiska park, Ryssland, den 8 februari 2014.

## Rekord
| Typ              | Idrottare         | Tid     | Plats             | Datum            |
| ---------------- | ----------------- | ------- | ----------------- | ---------------- |
| Världsrekord     | Sven Kramer (NED) | 6.03,32 | Calgary, Kanada   | 17 november 2007 |
| Olympiskt rekord | Sven Kramer (NED) | 6.14,60 | Vancouver, Kanada | 13 februari 2010 |
| Banrekord        | Sven Kramer (NED) | 6.14,41 | Sotji, Ryssland   | 22 mars 2013     |

## Medaljörer
| Gren       | Guld              | Guld         | Silver                | Silver  | Brons                | Brons   |
| 5000 meter | Sven Kramer (NED) | 6:10,76 (OR) | Jan Blokhuijsen (NED) | 6:15,71 | Jorrit Bergsma (NED) | 6:16,66 |

## Resultat
26 tävlande deltog i tävlingen
| Teckenförklaring | Teckenförklaring                                 |
| ---------------- | ------------------------------------------------ |
| Pl.              | Åkarens slutplacering i tävlingen                |
| P                | Parindelning                                     |
| B                | Bana, innerbana (I) eller ytterbana (Y)          |
| TM               | Tidsmarginal                                     |
| OR               | Olympiskt rekord i hastighetsåkning på skridskor |
| TR               | Banrekord                                        |

| Pl. | P  | B | Namn                   | Nation        | Tid        | TM     |
| --- | -- | - | ---------------------- | ------------- | ---------- | ------ |
| 1   | 10 | Y | Sven Kramer            | Nederländerna | 6.10,76 OR | ±0     |
| 2   | 12 | I | Jan Blokhuijsen        | Nederländerna | 6.15,71    | +4,95  |
| 3   | 11 | I | Jorrit Bergsma         | Nederländerna | 6.16,66    | +5,90  |
| 4   | 12 | Y | Bart Swings            | Belgien       | 6.17,79    | +7,03  |
| 5   | 11 | Y | Sverre Lunde Pedersen  | Norge         | 6.18,84    | +8,08  |
| 6   | 7  | Y | Denis Juskov           | Ryssland      | 6.19,51    | +8,75  |
| 7   | 8  | Y | Ivan Skobrev           | Ryssland      | 6.19,83    | +9,07  |
| 8   | 13 | I | Patrick Beckert        | Tyskland      | 6.21,18    | +10,42 |
| 9   | 6  | Y | Håvard Bøkko           | Norge         | 6.22,83    | +12,07 |
| 10  | 6  | I | Moritz Geisreiter      | Tyskland      | 6.24,79    | +14,03 |
| 11  | 9  | Y | Aleksandr Rumjantsev   | Ryssland      | 6.24,93    | +14,17 |
| 12  | 13 | Y | Lee Seung-hoon         | Sydkorea      | 6.25,61    | +14,85 |
| 13  | 2  | Y | Jan Szymański          | Polen         | 6.26,35    | +15,59 |
| 14  | 8  | I | Shane Dobbin           | Nya Zeeland   | 6.26,90    | +16,14 |
| 15  | 9  | I | Dmitrij Babenko        | Kazakstan     | 6.28,26    | +17,50 |
| 16  | 7  | I | Emery Lehman           | USA           | 6.29,94    | +19,18 |
| 17  | 3  | Y | Andrea Giovannini      | Italien       | 6.30,84    | +20,08 |
| 18  | 3  | I | Ewen Fernandez         | Frankrike     | 6.31,08    | +20,32 |
| 19  | 10 | I | Jonathan Kuck          | USA           | 6.31,53    | +20,77 |
| 20  | 1  | Y | Patrick Meek           | USA           | 6.32,94    | +22,18 |
| 21  | 5  | I | Alexej Baumgärtner     | Tyskland      | 6.34,35    | +23,58 |
| 22  | 2  | I | Mathieu Giroux         | Kanada        | 6.35,77    | +25,01 |
| 23  | 1  | I | Sebastian Druszkiewicz | Polen         | 6.37,16    | +26,40 |
| 24  | 4  | Y | Kim Cheol-min          | Sydkorea      | 6.37,28    | +26,52 |
| 25  | 5  | Y | Simen Spieler Nilsen   | Norge         | 6.42,47    | +31,71 |
| 26  | 4  | I | Shane Williamson       | Japan         | 6.42,88    | +32,12 |